# Enhedslig myndighed
Enhedslig myndighed eller enhedsmyndighed (engelsk: unitary authority) er et begreb, som bruges i områder med lokalt selvstyre på flere niveauer til at beskrive en enhed, der opererer som ét niveau.
Indtil Kommunalreformen 2007 var Københavns, Frederiksberg og Bornholms Kommuner sådanne enhedslige myndigheder, idet de ud over at være almindelige primærkommuner også fungerede som amtskommuner.
| Myndighed | Spire Denne artikel om en offentlig myndighed er en spire som bør udbygges. Du er velkommen til at hjælpe Wikipedia ved at udvide den. |